# Niinivesi
Le Niinivesi est un lac de Finlande, situé en Savonie du Nord. Avec une superficie de 76,87 km2, c'est le 60e plus grand lac de ce pays.